# Мечоклюно колибри
Мечоклюните колибрита (Ensifera ensifera) са вид дребни птици от семейство Колиброви (Trochilidae), единствен представител на род Ensifera.
Разпространени са в планинските екваториални гори на Андите от Венецуела до Боливия, на надморска височина от 1700 до 3300 метра. Дължината на тялото им е 13 – 14 сантиметра, на човката – до 10 сантиметра, а масата им е 10 – 15 грама, което ги прави едни от най-едрите колибрита. Хранят се нектара на особено издължени цветове, главно на растения от родовете Passiflora и Datura.